# Castelul Kornis
Castelul Kornis se găsește pe teritoriul localității Mănăstirea (în trecut Benediug, în maghiară Szentbenedek), județul Cluj, la 3 km de Dej. Este înscris pe lista monumentelor istorice din județul Cluj elaborată de Ministerul Culturii și Patrimoniului Național din România în anul 2010.

## Istoric
În 1573 principele Transilvaniei Ștefan Báthory a donat domeniul de la Szentbenedek prefectului de Dej,  Kristóf Keresztúri. Clădirea principală a castelului a fost construită de către Kristóf Keresztúri între anii 1573-1593, în stilul renascentist. În 31 iulie 1600 fiica lui Kristóf Kereszturi, Katalin Kereszturi, s-a căsătorit cu Baltazar 
(Boldizsár) Kornis, castelul și domeniul devenind astfel proprietatea familiei Kornis. În cursul timpului, castelul a fost mereu completat cu clădiri secundare pe forma unei incinte patrulatere. După ce domeniul devine proprietatea familiei Kornis, în jurul anului 1673 Gáspár Kornis (1641-1683) ridică etajul al doilea al clădirii principale, pe latura sudică. 
Fiul său Sigismund Kornis a renovat castelul în anul 1680. Tot el a reparat castelul și la începutul secolului al XVIII-lea, după ce acesta fusese deteriorat în timpul revoltei Curuților. În 1720 adaugă două noi bastioane octogonale în partea nordic, este refăcut turnul de la intrarea în castel, pe latura de vest, turn care mai există și astăzi. În această perioadă are loc și redecorarea încăperilor castelului cu fresce pe tavane. Sunt refăcute lucrările din lemn ale ancadramentelor ultimului etaj și scara ornamentată cu motive populare și sunt aduse decorațiuni din piatră de tuf vulcanic de Dej.
În perioada respectivă guvernatorul Kornis a adus la castel Icoana de la Nicula. O copie a acesteia a fost dăltuită în piatră pe una din fațadele edificiului.
În 1914, cu puțin timp înainte de izbucnirea războiului, a fost filmată în incinta castelului o parte a peliculei Banul Bánk, în regia lui Michael Curtiz.
În cel de al doilea război mondial o parte din castel a fost distrusă, iar după naționalizare colecțiile sale au fost arse de comuniști
sau au fost furate. Biblioteca din castel conținea înaintea distrugerii peste 9.000 de volume, formate din colecții de cărți rare. A fost distrusă acum și imensa colecție de istorie naturală. Pavilioanele au căpătat destinații de siloz, cămin și școală culturală.
După 1944 a fost reclădită numai o parte a zidăriei în perioada 1975-1976, iar capela Kornis a fost preluată de biserica ortodoxă. Nu au existat însă lucrări serioase de refacere a castelului și domeniului, castelul ajungând astăzi în ruine. Castelul a rămas cunoscut și pentru statuile celor doi inorogi care îi păzeau intrarea, până recent, când aceștia au fost demontați datorită unei tentative eșuate de furt.

## Descriere
Intrarea în castel avea și o punte suspendată,veche, care era ridicată în timpul nopții sau în caz de pericol, poartă încadrată de inorogi paraleli cu intrarea, inorogi care apar și pe blazonul familiei Kornis. Protectoarea castelului era Maica Domnului, pe care inorogii se considera că o vegheau.
La intersecția diagonalelor incintei se află o fântână octogonală, înconjurată de stâlpi circulari și arcade. În partea nord-estică a domeniului există un pavilion ridicat în 1825, dispus pe două laturi ale sale cu coloane dorice.

## Galerie de imagini

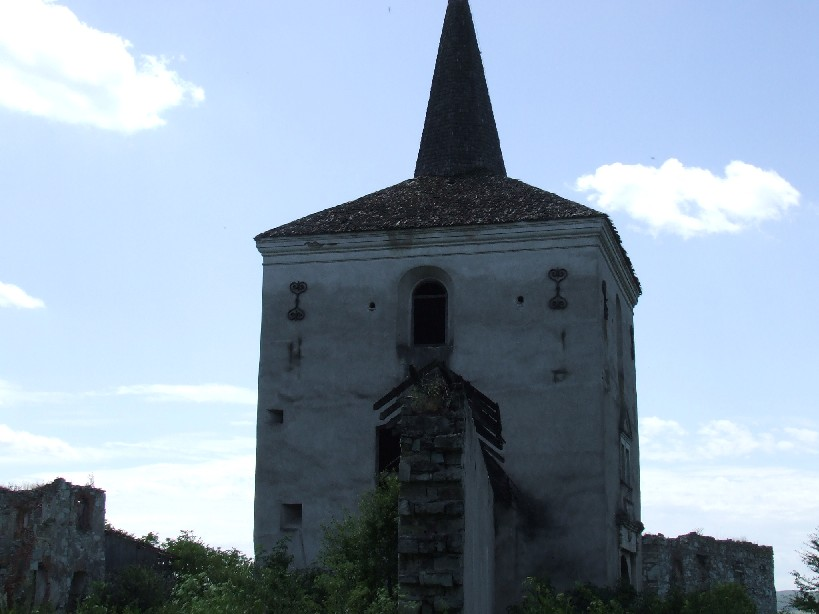
Turnul de intrare
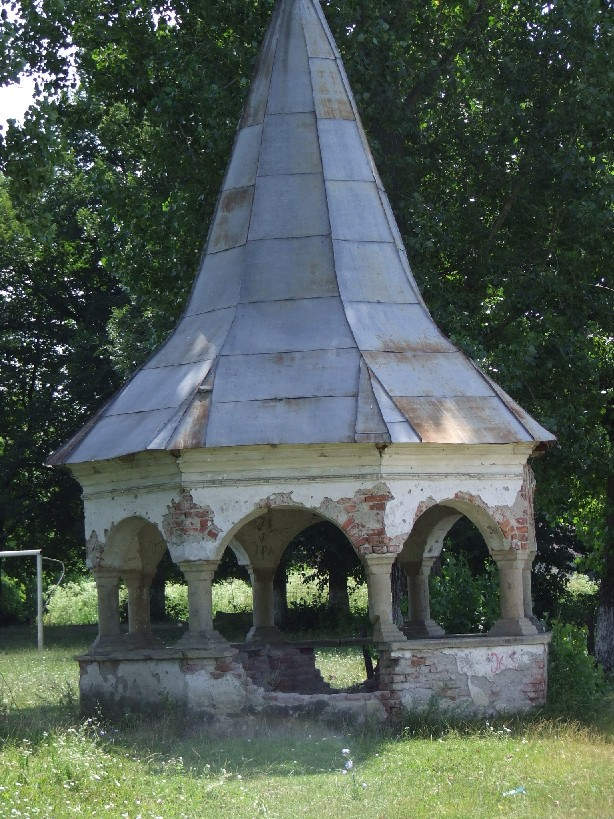
Fântâna octogonală
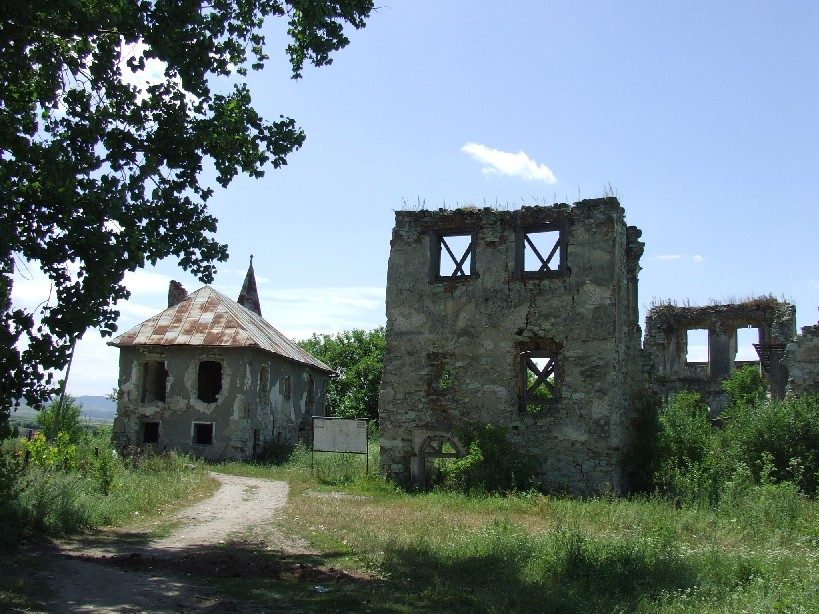
Ruine ale castelului
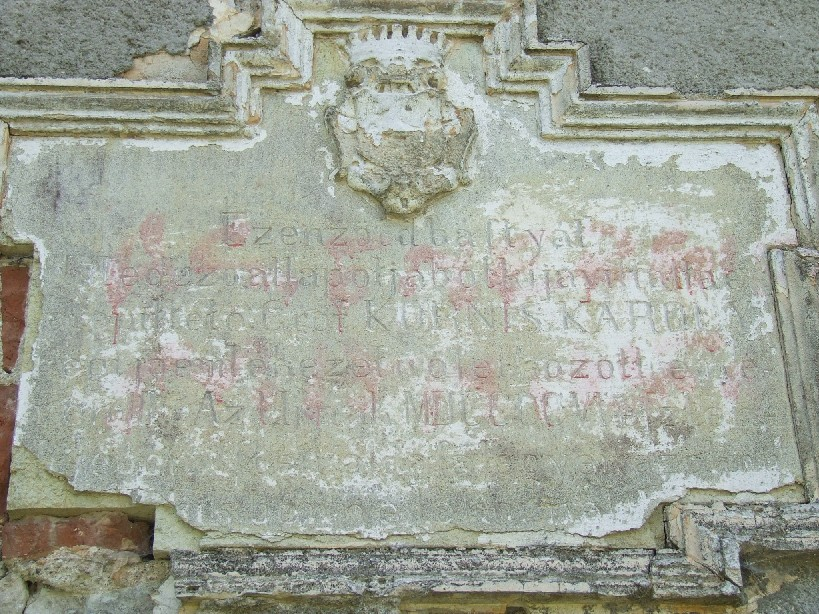
Blazon pe una dintre clădiri
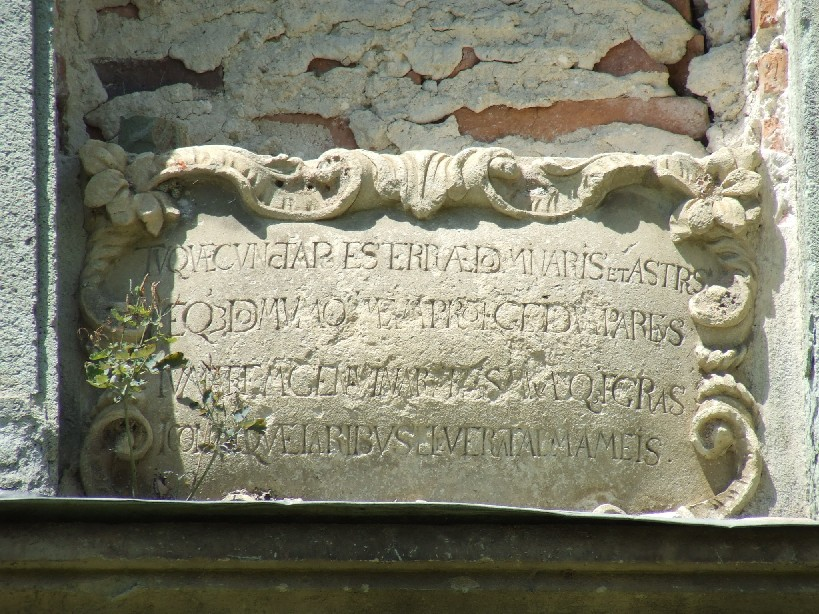
Blazon
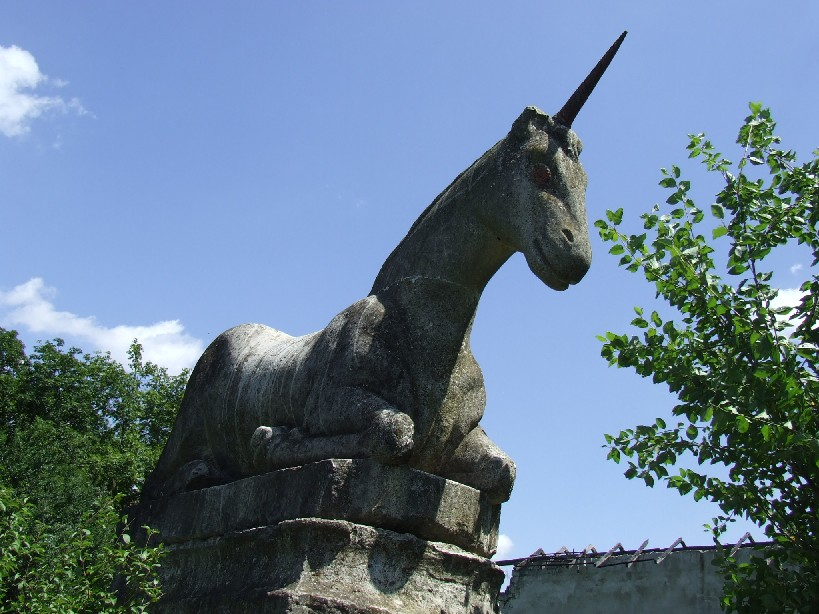
Inorog
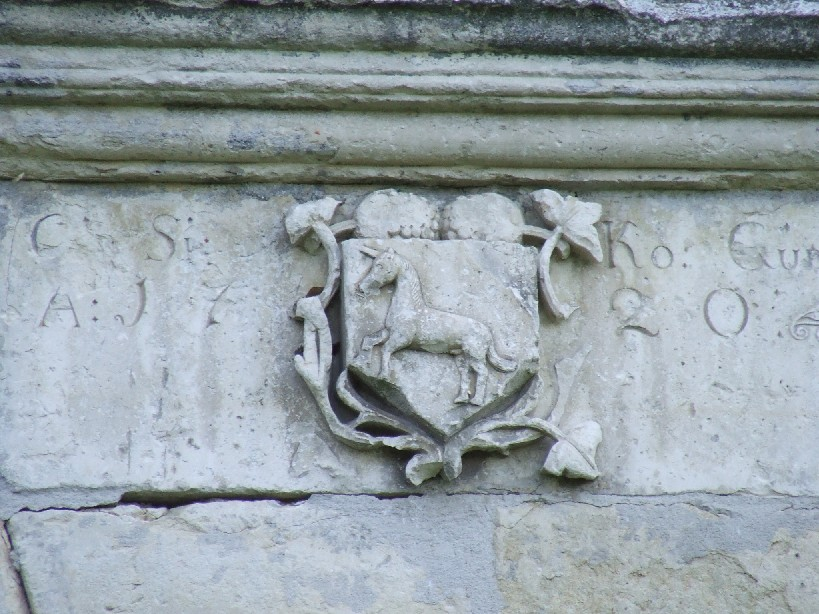
Blazonul familiei Kornis
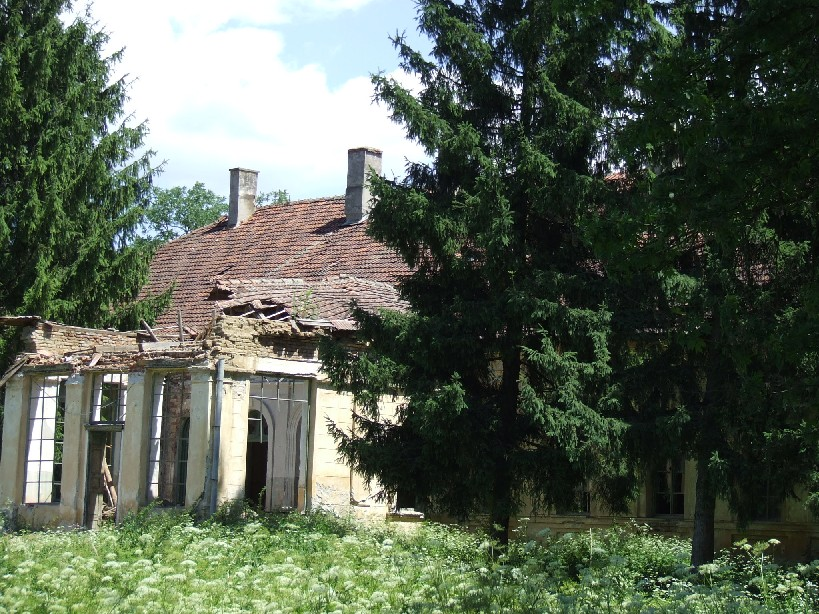
Clădire adiacentă